# Polyura oitylus
Polyura oitylus är en fjärilsart som beskrevs av Hans Fruhstorfer 1913. Polyura oitylus ingår i släktet Polyura och familjen praktfjärilar. Inga underarter finns listade i Catalogue of Life.